# Grand Staircase-Escalante National Monument

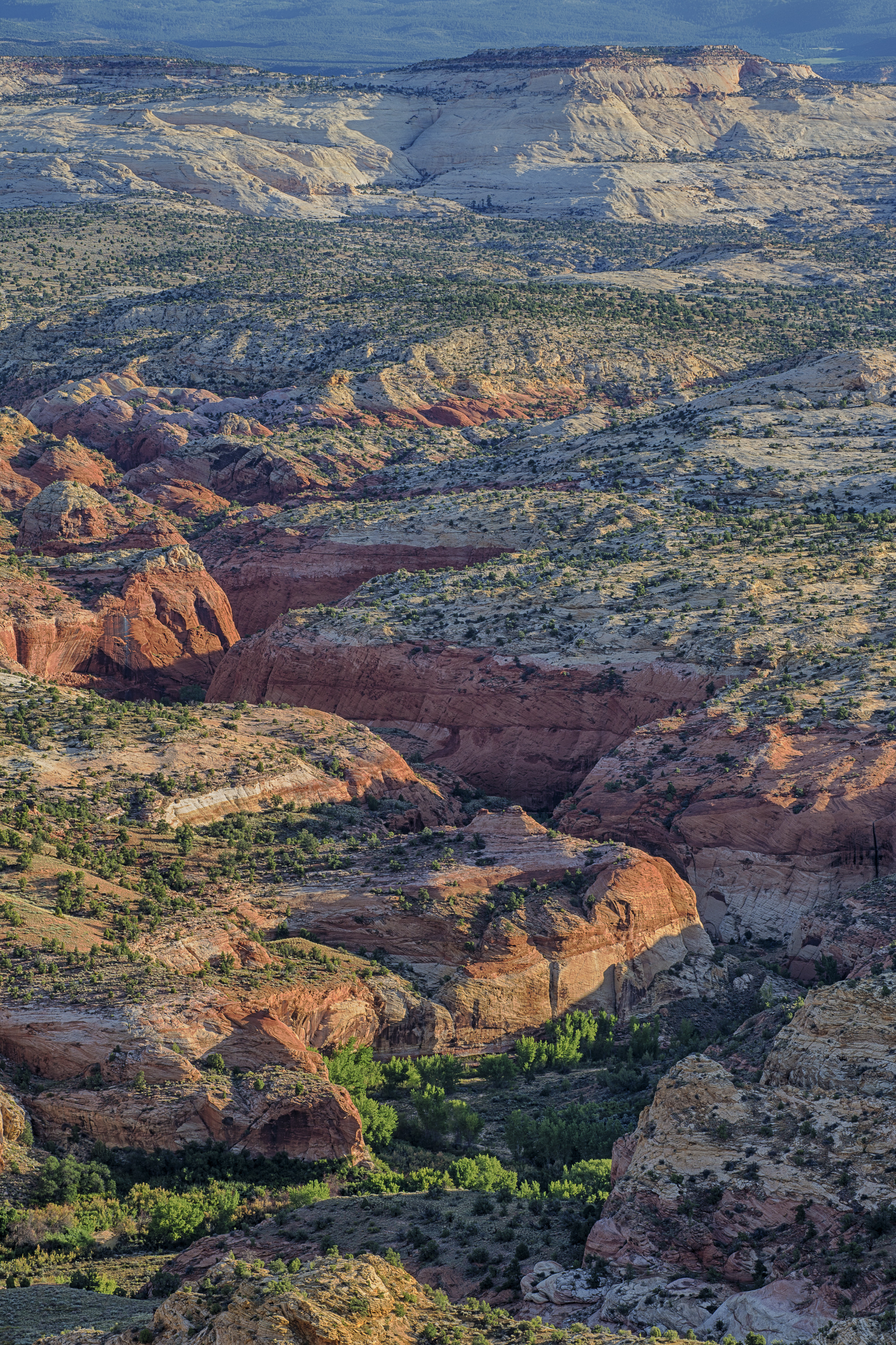
Grand Staircase Escalante National Monument

Grand Staircase-Escalante National Monument is een gebied van 7571 km² in het zuiden van Utah in de Verenigde Staten. Er zijn drie belangrijke gebieden: de Grand Staircase, het Kaiparowits Plateau, en de Canyons van de Escalante. President Bill Clinton heeft het gebied aangewezen als een US National Monument in 1996 in het kader van de Wet Oudheden.
Het monument strekt zich uit van de steden van Big Water, Glendale en Kanab, Utah in het zuidwesten en aan de steden van Escalante en Boulder in het noordoosten. Het is iets groter in oppervlakte dan de staat Delaware.
Het westelijke deel van het monument wordt gedomineerd door het Paunsaugunt Plateau en de Paria rivier, en ligt naast Bryce Canyon National Park. Deze sectie toont de geologische progressie van de Grand Staircase.

## Halvering beschermd gebied
Op 4 december 2017 besloot president Trump het beschermde gebied te halveren. Hiermee neemt de bescherming van het gebied af en worden meer mogelijkheden geopend voor commercieel gebruik. Volgens de Wet Oudheden mogen presidenten niet meer terrein beschermen dan stikt noodzakelijk is voor het behoud ervan. In Utah hebben diverse politici geprotesteerd tegen het misbruik van de Wet door Clinton en zij steunen dan ook de maatregel van Trump. Diverse groeperingen van indianen, milieu- en natuuractivisten gaan het besluit echter aanvechten bij de rechter.

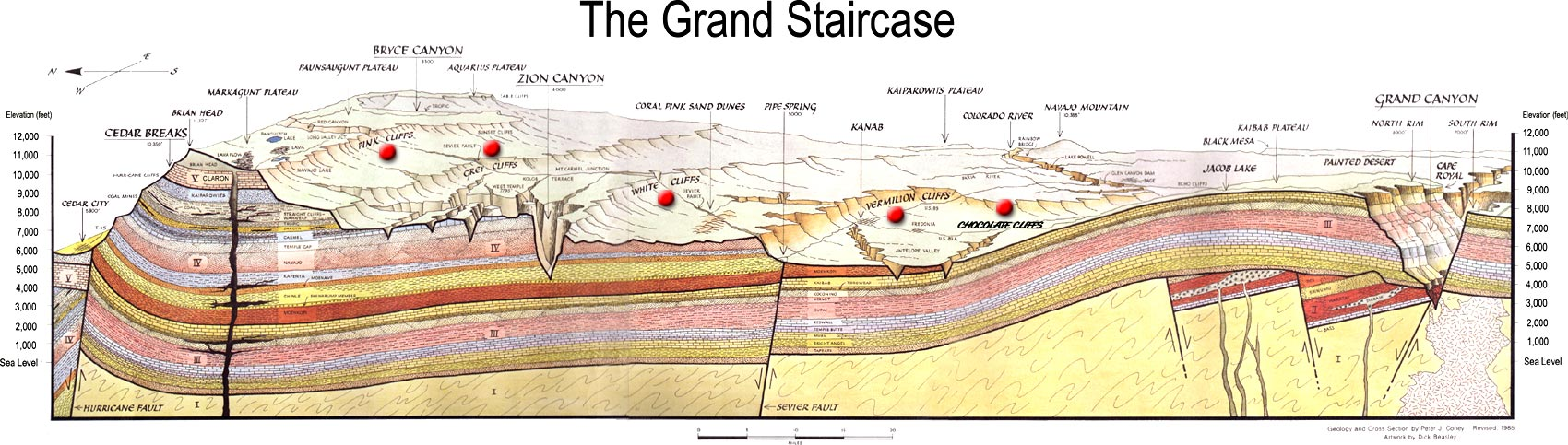
Dwarsdoorsnede Grand Staircase